# Traneberg
Traneberg – dzielnica (stadsdel) Sztokholmu, położona w jego zachodniej części (Västerort) i wchodząca w skład stadsdelsområde Bromma. Graniczy z dzielnicami Ulvsunda, Alvik i z położonymi po drugiej stronie cieśniny Tranebergssund na Kungsholmen dzielnicami Fredhäll i Kristineberg oraz przez Ulvsundasjön z gminą Solna.
Według danych opublikowanych przez gminę Sztokholm, 31 grudnia 2020 r. Traneberg liczył 7478 mieszkańców. Powierzchnia dzielnicy wynosi łącznie 1,34 km², z czego 0,48 km² stanowią wody.
Na terenie dzielnicy położona jest stacja Alvik (zielona linia (T17, T18 i T19) sztokholmskiego metra). Stacja jest także obsługiwana przez Nockebybanan i Tvärbanan.